# Найт, Дональд
Дональд Найт (англ. Donald Knight; 8 июня 1947, Дандас, Онтарио, Канада) — фигурист из Канады, бронзовый призёр чемпионата мира 1965 года, чемпион Северной Америки 1967 года, трёхкратный чемпион Канады 1965—1967 годов в мужском одиночном катании.

## Биография
Тренировался у Эллен Бурка. После окончания любительской карьеры выступал в Ice Capades и Holiday on Ice. Работает тренером.

## Спортивные достижения

### Мужчины
| Соревнования/Сезоны         | 1961  | 1962 | 1963 | 1964 | 1965 | 1966 | 1967 |
| --------------------------- | ----- | ---- | ---- | ---- | ---- | ---- | ---- |
| Зимние Олимпиады            |       |      |      | 9    |      |      |      |
| Чемпионаты мира             |       |      | 8    | 9    | 3    | 7    | 4    |
| Чемпионаты Северной Америки |       |      |      |      | 3    |      | 1    |
| Чемпионаты Канады           | 1 Юн. | 3    | 2    | 2    | 1    | 1    | 1    |